# Valkenswaard Challenger 1989
Il Valkenswaard Challenger 1989 è stato un torneo di tennis facente parte della categoria ATP Challenger Series nell'ambito dell'ATP Challenger Series 1989. Il torneo si è giocato a Valkenswaard in Paesi Bassi dal 13 al 19 novembre 1989 su campi in sintetico indoor.

## Vincitori

### Singolare
Éric Winogradsky ha battuto in finale  Markus Zoecke con il punteggio di 3–6, 6–3, 6–4

### Doppio
Tom Nijssen /  Udo Riglewski hanno battuto in finale  Karel Nováček /  Marián Vajda con il punteggio di 4–6, 6–2, 6–1